# Gnesta
Gnesta este un oraș în Suedia.

## Demografie
| \| Evoluția demografică a zonei urbane Gnesta, 1970–2015 \| Evoluția demografică a zonei urbane Gnesta, 1970–2015 \| Evoluția demografică a zonei urbane Gnesta, 1970–2015 \| Evoluția demografică a zonei urbane Gnesta, 1970–2015 \| Evoluția demografică a zonei urbane Gnesta, 1970–2015 \| \| --------------------------------------------------------------------------------------- \| ----------------------------------------------------- \| ----------------------------------------------------- \| ----------------------------------------------------- \| ----------------------------------------------------- \| \| An \| \| \| Locuitori \| \| \| 1970 \| 1970 \| \| 2.908 \| 2.908 \| \| 1975 \| 1975 \| \| 3.891 \| 3.891 \| \| 1980 \| 1980 \| \| 4.137 \| 4.137 \| \| 1990 \| 1990 \| \| 4.683 \| 4.683 \| \| 1995 \| 1995 \| \| 5.130 \| 5.130 \| \| 2000 \| 2000 \| \| 5.082 \| 5.082 \| \| 2005 \| 2005 \| \| 5.208 \| 5.208 \| \| 2010 \| 2010 \| \| 5.562 \| 5.562 \| \| 2015 \| 2015 \| \| 5.772 \| 5.772 \| \| Sursa: SCB - Statistika Centralbyrån, Folkmängden per tätort. Vart femte år 1960 - 2016 \| \| \| \| \| |      |  |           |       |
| Evoluția demografică a zonei urbane Gnesta, 1970–2015 |      |  |           |       |
| An |      |  | Locuitori |       |
| 1970 | 1970 |  | 2.908     | 2.908 |
| 1975 | 1975 |  | 3.891     | 3.891 |
| 1980 | 1980 |  | 4.137     | 4.137 |
| 1990 | 1990 |  | 4.683     | 4.683 |
| 1995 | 1995 |  | 5.130     | 5.130 |
| 2000 | 2000 |  | 5.082     | 5.082 |
| 2005 | 2005 |  | 5.208     | 5.208 |
| 2010 | 2010 |  | 5.562     | 5.562 |
| 2015 | 2015 |  | 5.772     | 5.772 |
| Sursa: SCB - Statistika Centralbyrån, Folkmängden per tätort. Vart femte år 1960 - 2016 |      |  |           |       |